# Renée Héribel
Renée Héribel, nata Renée Eugénie Aimée Héribel (Caen, 9 febbraio 1903 – Neuilly-sur-Seine, 25 luglio 1952), è stata un'attrice francese.

## Filmografia
- Le Vert galant, regia di René Leprince (1924)
- Madame Sans-Gêne, regia di Léonce Perret (1925)
- Fanfan la Tulipe (Fanfan-la-Tulipe), regia di René Leprince (1925)
- Il torneo delle maschere (Der Faschingskönig), regia di Georg Jacoby (1928)
- Cagliostro - Liebe und Leben eines großen Abenteurers, regia di Richard Oswald (1929)
- Il rapido siberiano (Die Nacht des Schreckens), regia di Gennaro Righelli (1929)
- Les trois masques, regia di André Hugon (1929)